# 左手 (專輯)
《左手》是台灣歌手萬芳的第九張專輯，在1997年7月25日推出。專輯的第一主打歌是《放逐》，而第二主打歌則是《孩子氣》，兩者皆為著名歌曲。《學你》音樂錄影帶則在澳洲悉尼拍攝。

## 曲目
| 曲序 | 曲名           | 曲     | 詞     | 編曲          | 附註                          |
| 01   | 放逐           | 方維珍 | 李鼎慧 | 王豫民        | 第一主打 中視《姻緣花》主題曲 |
| 02   | 守夜人         | 郭子   | 許常德 | 周國儀 陳愛珍 |                               |
| 03   | 左手           |        |        |               | 獨白                          |
| 04   | 孩子氣         | 鄭華娟 | 鄭華娟 | 鍾興民        | 第二主打                      |
| 05   | 寂寞           | 張洪量 | 李宗盛 | 周國儀 陳愛珍 | 第三主打                      |
| 06   | 屬於你         | 黃國倫 | 黃桂蘭 | 王豫民        | 民視《我永遠愛你》片尾曲      |
| 07   | 學你           | 黃韻玲 | 周軒亘 | 黃韻玲        | 第五主打                      |
| 08   | 分手           | 鄭華娟 | 鄭華娟 | 王豫民        | 第四主打                      |
| 09   | 悲憐上帝的女兒 | 黃國倫 | 黃國倫 | 鍾興民        |                               |
| 10   | 啄木鳥         | 黃韻玲 | 許常德 | 黃韻玲        |                               |
| 11   | 另一個自己     | 陳柔錚 | 陳柔錚 | 陳柔錚        |                               |
| 12   | 孩子氣－成人篇 | 鄭華娟 | 鄭華娟 | 周國儀 陳愛珍 | 大陆引进版未收录              |

## 唱片版本
- CD版
- 錄音帶版

## 音樂錄影帶
| 歌名   | 執導   |
| ------ | ------ |
| 放逐   | 柳廣輝 |
| 孩子氣 | 李幼喬 |
| 寂寞   | 金卓   |
| 分手   | 金卓   |
| 學你   | 金卓   |